# Hassan Diab

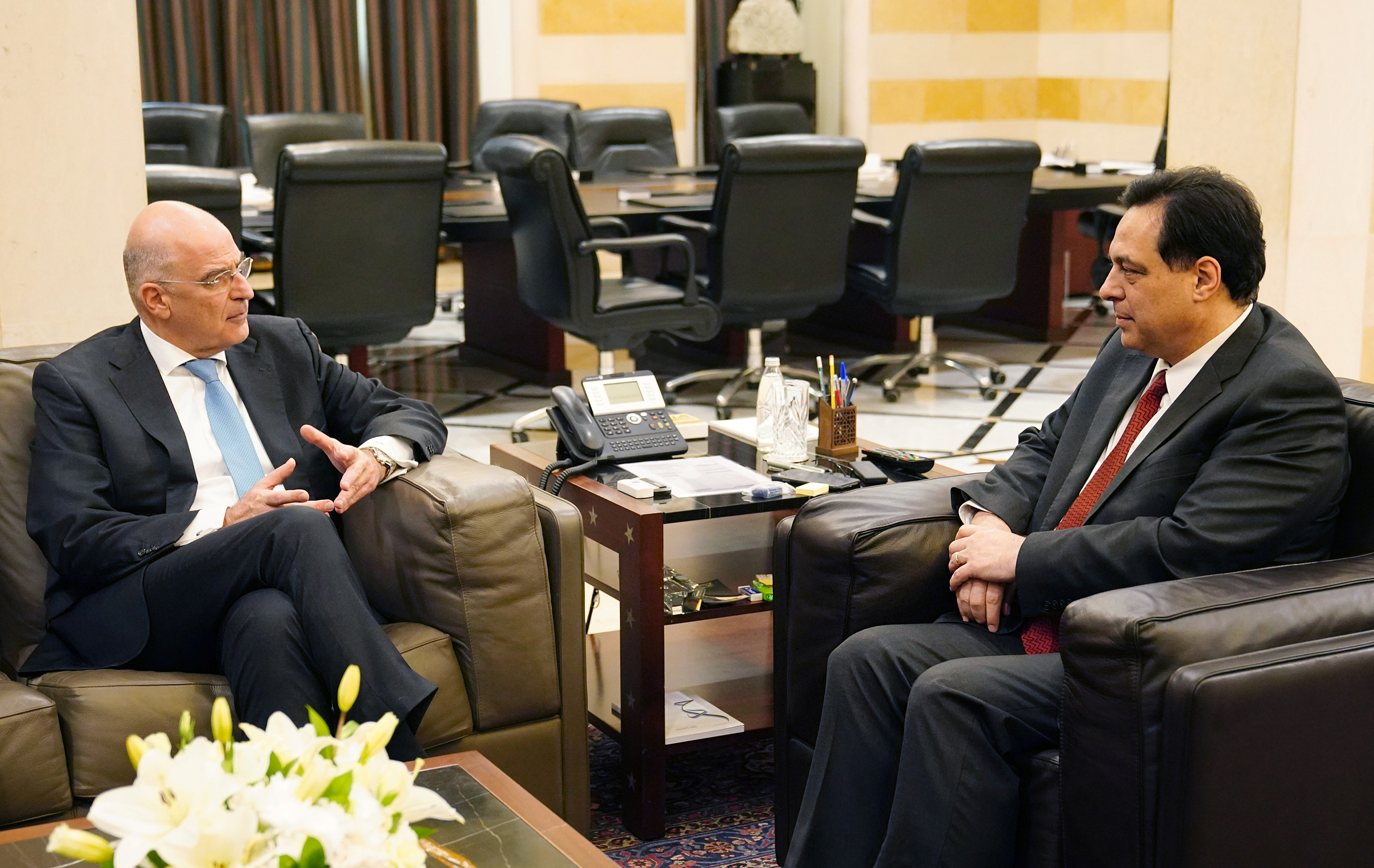
Diab (rechts) mit dem griechischen Außenminister Nikos Dendias

Hassan B. Diab (arabisch حسان دياب, DMG Ḥassān Diyāb, * 6. Januar 1959) ist ein libanesischer Hochschullehrer, Ingenieur und Politiker.  Er wurde am 19. Dezember 2019 vom libanesischen Präsidenten zum Ministerpräsidenten ernannt und mit der Bildung eines neuen Kabinetts beauftragt, das auf formellen Konsultationen mit Mitgliedern des libanesischen Parlaments beruhte. Nach dem Rücktritt seiner Regierung am 10. August 2020 blieb er bis zur Bildung einer neuen Regierung noch über ein Jahr geschäftsführend im Amt.
In den Pandora Papers, einem 2021 veröffentlichten großen Datenleck über Steueroasen, wird er als Aktionär, Direktor oder Begünstigter von Offshore-Gesellschaften genannt.

## Leben
Diab wurde 1959 in eine sunnitische Familie in Beirut hineingeboren. An der Leeds Metropolitan University erwarb er 1981 einen Bachelor of Science in Nachrichtentechnik, an der Universität von Surrey 1982 einen Master-Abschluss in Systemtechnik und 1985 an der Universität Bath einen Doktorgrad in Computertechnik. Diab war Professor für Elektrotechnik an der Amerikanischen Universität Beirut (AUB). Im Jahr 2004 ging Diab nach Oman, wo er mit der Gründung der Dhofar-Universität und ihrer drei Colleges beauftragt wurde: Business Administration, Applied Science und Engineering. Er war Gründungsdekan der Fakultät für Ingenieurwissenschaften und Mitglied des Kuratoriums. Von Oktober 2006 bis Juni 2011 war er außerdem Vizepräsident für regionale externe Programme an der AUB. In seiner 35-jährigen Karriere im akademischen Bereich hat er über 80 akademische Studien in begutachteten Fachzeitschriften veröffentlicht. Sein Forschungsschwerpunkt lag in der Kryptografie von Hochleistungscomputersystemen, rekonfigurierbaren Computern, eingebetteten Systemen und Hochschulbildung im Nahen Osten.
Am 13. Juni 2011 wurde er unter Ministerpräsident Saad Hariri zum Minister für Bildung und Hochschulbildung im Kabinett von Nadschib Mikati ernannt und ersetzte Hasan Mneimneh. Die Amtszeit war jedoch nicht unumstritten, da ihm vorgeworfen wurde, auf Kosten der Regierung ein Buch herauszugeben, in dem er seine Leistungen als Minister beschrieb, und eine Schule nach seiner Mutter zu benennen, die drei Wochen vor seiner Ernennung verstarb. Diabs Amtszeit endete am 15. Februar 2014. Er beschloss, nicht mehr zu kandidieren; sein Nachfolger war Elias Abu Saab. Anschließend setzte er seine akademische Karriere fort; Diab war 2019 Vize-Präsident der Amerikanischen Universität in Beirut.

## Regierungszeit
Am 19. Dezember 2019 beauftragte der Präsident des Libanon, Michel Aoun, nach Beratungen mit den libanesischen Parlamentsabgeordneten den früheren Bildungsminister Hassan Diab mit der Bildung einer neuen Regierung. Dabei stimmten 69 der insgesamt 128 Mandatsträger für Diab als künftigen Premierminister in Beirut. Zustimmung kam von den schiitischen Bewegungen Hisbollah und Amal sowie von mit Aoun verbundenen Abgeordneten.
Da Diab aber keiner der bedeutenden politischen Dynastien angehört und ihm der sunnitische Block um seinen Vorgänger Saad Hariri die Unterstützung verweigert, „tritt er sein neues Amt ohne Hausmacht an – in einer Zeit, die selbst Politikveteranen im chronisch instabilen Libanon überfordert“, schrieb Moritz Baumstieger in der Süddeutschen Zeitung. Der Spezialist für Elektrotechnik gilt als Technokrat, der keinem der politischen Lager angehört. „Alle unsere Anstrengungen müssen sich darauf konzentrieren, den Zusammenbruch zu stoppen und das Vertrauen wiederherzustellen“, sagte er bei seinem ersten öffentlichen Auftritt und versprach, mehr unabhängige Fachleute und Frauen in das künftige Kabinett zu berufen. Dennoch wird Diab von den Demonstrierenden im Libanon kritisch gesehen; für sie ist der neue Regierungschef „kein Neuanfang, sondern nur das nächste Gesicht des alten Systems.“
Mehr als einen Monat nach seiner Ernennung und fast drei Monate nach dem Rücktritt seines Vorgängers konnte Diab am 21. Januar 2020 das neue Kabinett von 20 Ministern bekannt geben. „Dies ist eine Regierung, die die Bestrebungen der Demonstranten repräsentiert, die seit mehr als drei Monaten landesweit mobilisiert werden“, sagte er. Seine Regierung werde sich bemühen, ihren Forderungen nach einer unabhängigen Justiz, nach der Rückforderung veruntreuter Gelder und nach der Bekämpfung illegaler Gewinne nachzukommen. Diab fügte hinzu, dass die Regierung die Arbeitslosigkeit bekämpfen und ein neues Wahlgesetz verabschieden wird, in dem jeder Minister in seinem Kabinett als „technokratischer“ Minister bezeichnet wird. Er war schnell in eine landesweite Gesundheitskrise durch das neuartige Coronavirus verwickelt, eine Krise, die die wirtschaftliche Rezession des Landes vertiefte.
Premierminister Hassan Diab teilte am 10. August 2020 Präsident Michel Aoun mit, dass er beabsichtige, in Kürze zurückzutreten. Dieser Schritt erfolgte, nachdem mehrere Abgeordnete und Minister in den letzten Tagen nach der Explosionskatastrophe im Hafen von Beirut zurückgetreten waren. Diab hat seinen Rücktritt in einer Fernsehansprache an die Nation begründet; er sagte, dass „dieses Verbrechen“ ein Ergebnis endemischer Korruption sei und forderte, die Verantwortlichen für die tödliche Explosion vor Gericht zu stellen.
Mehr als vier Monate nach der Explosion im Hafen von Beirut wurde Anklage gegen den amtierenden Regierungschef Hassan Diab und drei frühere Minister, den früheren Finanzminister Ali Hassan Chalil sowie Ghazi Zeiter und Youssef Fenianos, zwei ehemalige Minister für Öffentliche Arbeiten erhoben.
Im Juli 2021 appellierte Diab an die Internationale Staatengemeinschaft, dem Libanon zu helfen und warnte, der Libanon sei nur Tage „von einer sozialen Explosion entfernt“.

## Unternehmer
Im Rahmen eines Datenleaks (Pandora Papers) wurde im Jahr 2021 bekannt, dass Hassan Diab, wie auch dessen Nachfolger Nadschib Mikati im Besitz von Briefkastenfirmen waren. Hassan Diab kommentierte, dass er die Anteile bereits abgegeben habe. Es wurden keine illegalen Handlungen nachgewiesen.